# Solista
Un solista è un musicista, strumentista o cantante, che esegue  uno o più passaggi di particolare rilievo di una composizione musicale detti soli o assoli. Nella musica classica si parla di solisti sia nel caso di composizioni scritte per un unico strumento, sia nel caso di esecuzioni orchestrali, nelle quali le parti del solista sono normalmente eseguite mentre gli altri strumenti o voci eseguono parti di accompagnamento (e quindi non suonano soli).
Nella musica jazz, e in seguito nel pop e nel rock, il termine solista (ove non si parli del cantante) è sempre usato nell'accezione di "esecutore  di un assolo" , nel senso di improvvisazione di una parte di un brano.
Nella musica classica generalmente si individua in Antonio Vivaldi l'inventore del concetto di concerto solista come evoluzione del concerto grosso:  si tratta di una forma musicale che prevede uno o più strumenti solisti ai quali è assegnata una partitura obbligata o una sezione (comunemente chiamata sequenza o cadenza), dedicata all'improvvisazione dell'esecutore.

## Altri significati
Per estensione, il termine indica anche la persona che si esibisce in esecuzioni individuali oppure agisce per conto proprio (nel ballo, nello sport e persino nella vita).